# Volksbevrijdingsfront van Tigray
Het Volksbevrijdingsfront van Tigray (Engels: Tigray People's Liberation Front (TPLF); Tigrinya taal: ህዝባዊ ወያነ ሓርነት ትግራይ, ḥəzbawi wäyanä ḥarənnät təgray; ook bekend onder pejoratieve namen Woyane, Wayana; Amhaars: ወያነ) of Wayane (ወያኔ) in oudere teksten) is een politieke partij in Ethiopië, officieel opgericht op 18 februari 1975 in Dedebit, noordwestelijk Tigray. Het TPLF koos als strategie voor guerrilla-tactieken, omdat die volgens hen pasten bij een marxistische-leninistische politieke organisatie. In een tijdspanne van 16 jaar groeide de beweging van ongeveer een dozijn mannen tot de krachtigste gewapende bevrijdingsorganisatie in Ethiopië.
Het TPLF nam van 1989 tot 2018 de leiding van een coalitie van bewegingen die het Ethiopisch Volksrevolutionair Democratisch Front (EPRDF) werd genoemd. Met de hulp van zijn vroegere bondgenoot, het Eritrese Volksbevrijdingsfront (EPLP), wist het EPRDF de dictatuur van de Democratische Volksrepubliek Ethiopië (PDRE) omver te werpen. Op 28 mei 1991 werd een nieuwe regering gevormd die Ethiopië regeerde tot 2019, toen de partij weigerde op te gaan in de Welvaartspartij van de latere premier Abiy Ahmed. 